# 214 v. Chr.
Portal Geschichte | Portal Biografien | Aktuelle Ereignisse | Jahreskalender | Tagesartikel

◄ |
4. Jahrhundert v. Chr. |
3. Jahrhundert v. Chr. |
2. Jahrhundert v. Chr. |
►

◄ | 230er v. Chr. | 220er v. Chr. | 210er v. Chr. | 200er v. Chr. |
190er v. Chr. |
►

◄◄ | ◄ | 217 v. Chr. | 216 v. Chr. | 215 v. Chr. | 214 v. Chr. |
213 v. Chr. |
212 v. Chr. |
211 v. Chr. |
► |
►►
Staatsoberhäupter

## Ereignisse

### Zweiter Punischer Krieg

Verlauf des Zweiten Punischen Krieges 218–202 v. Chr.

- Die dritte Schlacht von Nola ist der letzte Versuch Hannibals, Nola, die Bastion der Römer in Mittelitalien gegen die Karthager, einzunehmen. Die Schlacht endet mit sehr vielen Toten auf Seiten der Karthager, was zu einem klaren Sieg des Marcus Claudius Marcellus führt.
- Die erste Schlacht von Beneventum, ein Gefecht zwischen einem Heer aus Sklaven unter Tiberius Sempronius Gracchus auf römischer Seite und Hanno auf karthagischer Seite, endet mit einem klaren römischen Sieg.
- Die zweijährige Belagerung von Syrakus durch die Römer unter Marcus Claudius Marcellus beginnt.
- Marcus Fabius Buteo wird princeps senatus.

### Erster Makedonisch-Römischer Krieg
- Der makedonische König Philipp V., erobert während des Ersten Makedonisch-Römischen Krieges die Stadt Oricum in Illyrien.

## Geboren
- 214/213 v. Chr.: Karneades von Kyrene, griechischer Philosoph († um 129/128 v. Chr.)

## Gestorben
- Demetrios von Pharos, griechischer Feldherr im Adriaraum